# Nyatiti
Nyatiti – instrument muzyczny, chordofon szarpany pochodzący z Kenii, rodzaj liry.

## Historia

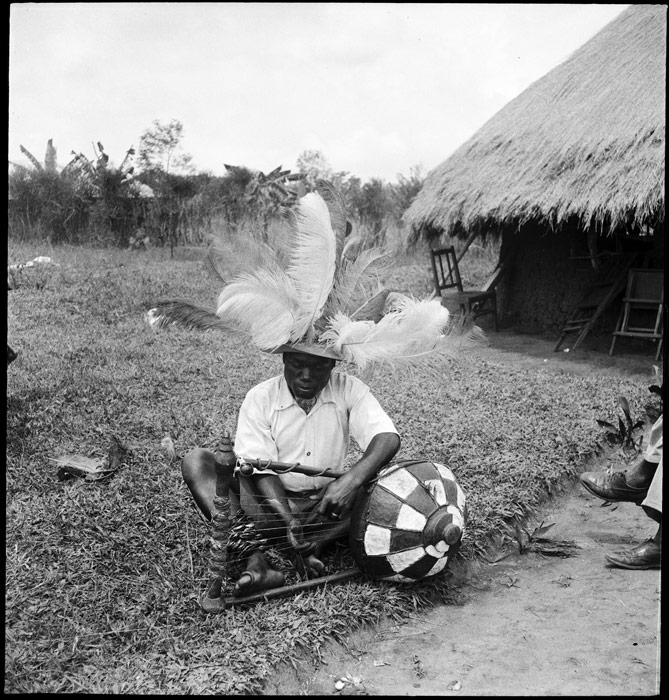
Gra na nyatiti (1936)

Instrument tradycyjny używany przez lud Luo, zamieszkujący zachodnią Kenię, wschodnią Ugandę i północną Tanzanię. Możliwe, że stanowi wpływ kultury starożytnego Egiptu. W wolnym tłumaczeniu „nyatiti” oznacza „córkę klanu” i dlatego jest kojarzone jako instrument kobiecy, na którym jednak tradycyjnie kobiety nie mogą grać. Nyatiti jest wykorzystywane głównie jako instrument rytmiczny, grze może towarzyszyć śpiew. Jest wykorzystywany podczas różnych ceremonii, m.in. podczas obrzędów przejścia. Gra się zazwyczaj solo, wykonawca ubrany w strój z wołowej skóry i nakrycie głowy zwane kondo siedzi na niskim siedzisku zwanym mbero, orindi lub then, wybija rytm perkusyjny prawą stopą, na kostce są zawieszone są dzwoneczki gara, na kciuku prawej stopy znajduje się pierścień oduong’o służący do wybijania rytmu. Grze na nyatiti towarzyszy goyo otenga – żywiołowy taniec kobiet ubranych w sizalowe spódnice.
Po II wojnie światowej nyatiti zostało częściowo wyparte przez gitarę akustyczną, jednak gra na gitarze nosiła cechy charakterystyczne gry na nyatiti. Znanym pieśniarzem grającym na nyatiti był Ayub Ogada. Z czasem również kobiety zaczęły grać na nyatiti, np. japońska artystka Eriko Nyamukoma (pseud. Anyango), czy Suzanna Owíyo
Muzyka grana na nyatiti wpłynęła na wytworzenie się gatunku benga.

## Budowa
Nyatiti to rodzaj liry, zazwyczaj ma osiem strun, strojonych w skali pentatonicznej. Jej pudło rezonansowe jest wykorzystywane jak instrument perkusyjny, zazwyczaj jest wykonane z drewna (np. figowca) z otworem rezonansowym z tyłu instrumentu i jest na nie naciągnięta wyprawiona skóra wołowa. Rama jest wykonana również z drewna, np,. z eukaliptusa. Mostek może być wykonany z papirusa. W różnych regionach liczba strun oraz wykorzystane do budowy materiały różnią się od siebie. Jej długość wynosi orientacyjnie od 60 do 90 cm.

## Wykonawcy
- Okumu K'orengo[2]
- Oduor Nyagweno[2]
- Lucas Odote[3]
- Ayub Ogada(inne języki)[2]
- Daniel Onyago[4]
- Ogola Opot[5]
- Oduor Nyagweno[6]
- Joseph Nyamungu[7]
- Isaac Nyanga[8]
- Rapasa Nyatrapasa Otieno[9]
- Suzanna Owíyo(inne języki)[2]
- Kake Wakake[10]